# Castell de Bufalaranya

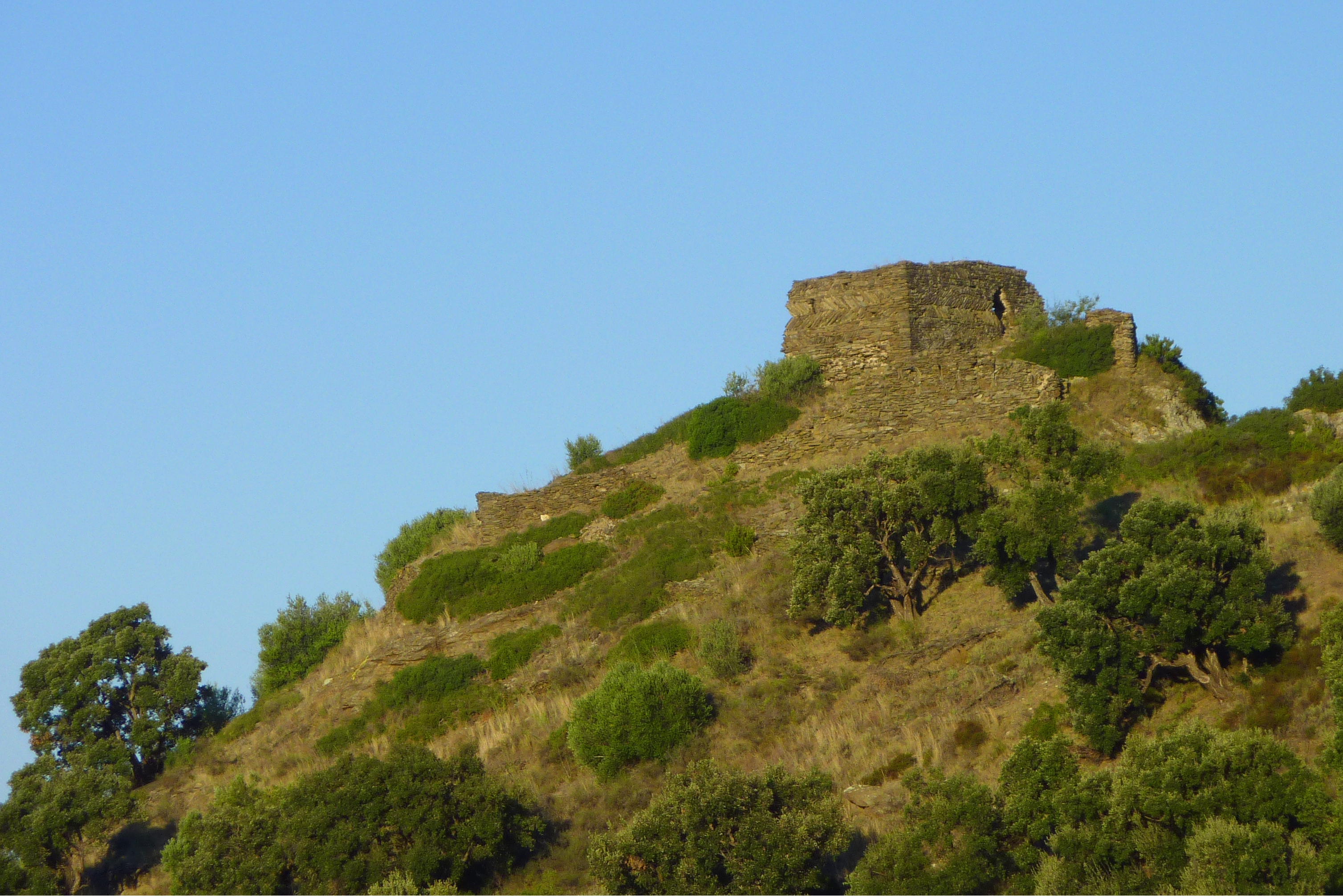
Castell de Bufalaranya

Das Castell de Bufalaranya ist eine vormalige Burg aus dem 10. bis 14. Jahrhundert in der katalanischen Stadt Roses in Spanien. Von der hochgelegenen und schwer zugänglichen ehemaligen Wehranlage sind heute nur noch wenige Ruinen erhalten geblieben.
Die Ruinen der historischen Burganlage Castell de Bufalaranya wurden 1949 zum Bé Cultural d’Interès Nacional (BCIN) (Kulturgut von nationalem Interesse) erklärt.